# Daniel Nettelbladt
Daniel Nettelbladt o Nettelblatt (Rostock, 14 gennaio 1719 – Halle (Saale), 4 settembre 1791) è stato un giurista tedesco.
Fu uno dei più importanti studiosi legali della seconda metà del XVIII secolo. Nettelbladt fu consigliere privato prussiano dal 1765, e dal 1775 professore e presidente della facoltà di giurisprudenza dell'Università di Halle. 

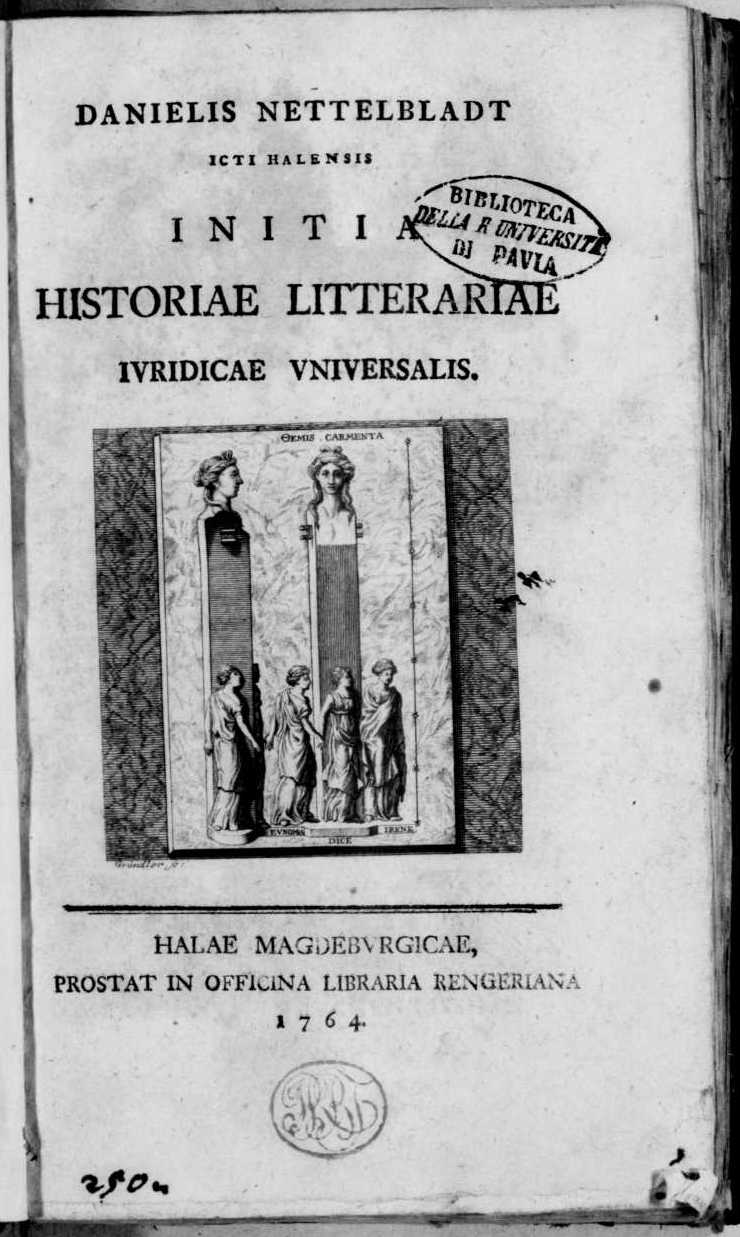
Initia historiae litterariae iuridicae universalis, 1764

## Biografia
La famiglia Nettelbladt era presente nel Consiglio comunale di Rostock da diverse generazioni. Il padre di Daniel, Heinrich Nettelbladt, (* 1664, † 1735) era un ricco mercante e senatore di Rostock. Nel 1714 sposò in seconde nozze la figlia del consigliere di camera del Meclemburgo Dörcksen. La coppia ebbe due figli, Heinrich e Daniel. Heinrich Nettelbladt (* 1715), fratello maggiore di Daniel, fu sindaco di Rostock e morì nel 1761.
Nel 1746 Daniel Nettelbladt sposò Wilhelmine Johanna Soden († 1787), figlia di un chirurgo militare. La coppia ebbe due figli e due figlie. Entrambi i figli morirono presto. La figlia Christiane Wilhelmine sposò il consigliere Lichotius e sua sorella Auguste Henriette sposò il capitano Deutecom. Anche le due figlie morirono prima dei loro genitori.

### Vita professionale
Nel 1733, all'età di 14 anni, Daniel Nettelbladt entrò all'Università di Rostock. Su esplicita richiesta di suo padre, scelse la teologia come materia. Durante i suoi studi lesse le opere filosofiche e legali di Christian Wolff e Johann Ulrich von Cramer, che lo influenzarono molto. Nel 1735, dopo la morte di suo padre, cambiò corso e passò a legge. Fra i documenti di suo padre trovò uno scambio di lettere con Wolff che aveva promesso a suo padre che si sarebbe preso cura dei suoi figli durante gli studi. I Nettelbladt erano lontani parenti dei Wolff.
Nel 1739, Nettelbladt lasciò la sua città natale e l'università. A Schwerin divenne precettore di due giovani nobili del Meclemburgo.
A Pasqua del 1740 andò a Marburgo e conobbe personalmente Christian Wolff e Johann Ulrich von Cramer, che erano professori all'Università di quella città. Seguì le lezioni di Cramer sulla storia giuridica, la legge costituzionale e feudale e le lezioni filosofiche e matematiche di Wolff. Venne in contatto con la tecnica di deduzione logico-matematica di Wolff per derivare regole concrete da teoremi generali. In seguito applicò il sistema opposto in campo legale, astraendo a partire dalle normative concrete la massima generalità possibile. In termini di metodologia, ebbe un'influenza significativa sulla teoria del diritto privato tedesco e sul pandettismo. Nel 1741 andò a Halle da Wolff, che era stato chiamato all'Università di Halle l'anno precedente. Lì risiedette presso Wolff e continuò i suoi studi legali. Il 17 Marzo 1744 Nettelbladt discusse la sua tesi dottorale davanti al Cancelliere Justus Henning Böhmer e ottenne il titolo di dottore in legge in diritto civile e canonico.
Nettelbladt iniziò immediatamente a tenere lezioni, che divennero subito molto popolari. Scrisse i suoi primi lavori scientifici, tra cui nel 1745 "Systema elementare universae Hurisprudentiae positivae Imperii Romani communis", e "Systema universae jurisprudentiae naturalis. Grazie alle sue lezioni e al suo lavoro scientifico, Nettelblatt ottenne fama nazionale e ricevette numerose offerte, che rifiutò su consiglio di Wolff. Nel 1746 Nettelbladt divenne professore ordinario di diritto all'Università di Hallesch con il titolo di consigliere di corte, ma senza stipendio. Alla fine del 1748 fu chiamato a una cattedra a Copenaghen con uno stipendio annuo di 1.000 Reichstaler. Andò a Berlino per ottenere la dispensa dal servizio civile prussiano, che fu negata dal consiglio di fondazione dell'università. Nettelbladt ricevette comunque uno stipendio di 500 talleri, che fu aumentato nel 1750. Nel 1754 ottenne il terzo posto, nel 1763 la seconda posizione come professore di diritto all'Università di Halle e nel 1765 il titolo onorifico di consigliere prussiano reale. Il 21 ottobre del 1775 divenne professore e presidente della facoltà di giurisprudenza di Halle e allo stesso tempo ricoprì il titolo di direttore dell'università e presto divenne senior dell'università.
Durante il semestre, Nettelbladt teneva cinque o sei lezioni al giorno, che a quel tempo comprendevano l'intero campo legale secondo un piano didattico preciso. La didattica includeva il diritto civile, penale, procedurale e ecclesiastico, il diritto pubblico, nonché la filosofia legale e la storia legale. Cominciò ad avere problemi di memoria precocemente, e questo lo costrinse a prepararsi per ogni singola lezione. Fra i suoi studenti ci furono gli autori della legge generale sulla terra per gli stati prussiani (1794) Carl Gottlieb Svarez, Johann Heinrich von Carmer ed Ernst Ferdinand Klein.

### Massoneria
Nettelblatt entrò nella massoneria come membro della loggia fondata da Samuel von Brukenthal Zu den drei goldenen Schlüsseln di Halle . Il 13 agosto 1744 fu accettato come iniziato, il 2 settembre 1745 promosso a pari e il 20 dicembre elevato a maestro. Dal 12 febbraio 1745 divenne oratore della loggia; il 5 marzo 1745 fu eletto "Vice Maestro" (Vice Presidente). Più tardi fu membro della loggia di Halle Zu den drei Degen. Ci è noto un discorso programmatico sulla massoneria scritto da lui e altri.
Morì all'età di 72 anni a Halle. Nel settembre 1791 fu sepolto nell'Halleschen Stadtgottesacker. La sua tomba è nella cripta al 22º arco.

## Opere
- Systema elementare Jurisprudentiae naturalis, 1749
- Historie der demonstrativischen Rechtsgelehrtheit, von ihrem Anfang bis auf das Jahr 1745, 1754
- Initia historiae litterariae iuridicae universalis, Halle, Johann Gottfried Renger, 1764.